# Greatest Hits (The Notorious B.I.G.)
Greatest Hits è una raccolta postuma dei migliori successi del rapper The Notorious B.I.G..

## Tracce
1. Juicy – 5:02
2. Big Poppa – 4:10
3. Hypnotize (featuring Pam from Total) – 3:50
4. One More Chance (Stay With Me Remix) (featuring Faith Evans & Mary J. Blige) – 4:28
5. Get Money (Junior M.A.F.I.A.) – 4:35
6. Warning – 3:39
7. Dead Wrong (featuring Eminem) – 4:58
8. Who Shot Ya? – 5:17
9. Ten Crack Commandments – 3:24
10. Notorious Thugs (featuring Bone Thugs-N-Harmony) – 6:08
11. Notorious B.I.G. (featuring Lil' Kim & Diddy) – 3:12
12. Nasty Girl (featuring Diddy, Nelly, Jagged Edge & Avery Storm) – 4:47
13. Unbelievable – 3:40
14. Niggas Bleed – 4:52
15. Running Your Mouth (featuring Snoop Dogg, Fabolous, Nate Dogg & Busta Rhymes) – 3:33
16. Want That Old Thing Back (featuring Ja Rule & Ralph Tresvant) – 4:59
17. Fuck You Tonight (featuring R. Kelly) – 5:45

Tracce bonus nell'edizione giapponese
1. Mo Money Mo Problems (featuring Puff Daddy & Ma$e) – 4:17